# 火除地

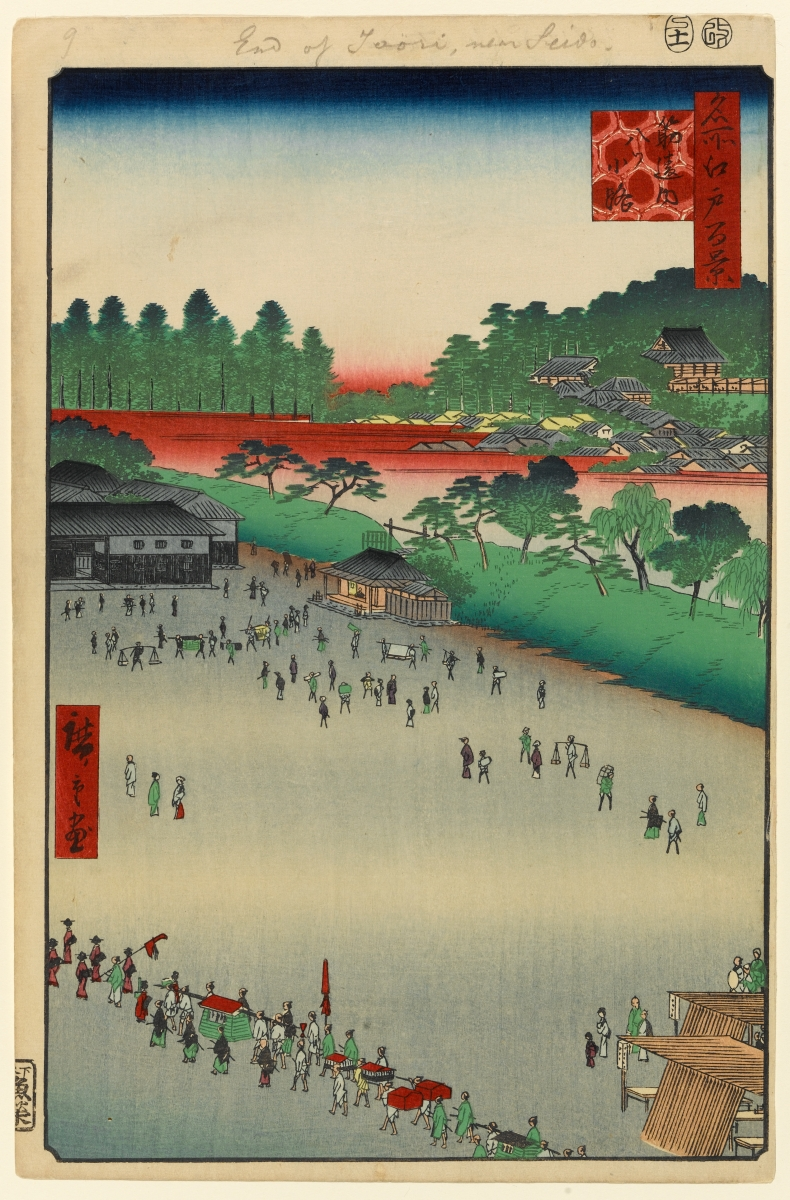
広重『名所江戸百景』より「筋違内八ツ小路」=現在の交通博物館跡地～神田郵便局あたり。明暦大火ののち筋違橋門（すじかいばしもん; 画中では右に見切れている）に隣接して設けられた火除地であった。画面奥（霞で表現されている部分）は神田川。その手前には火除土手が見える。土手の切れ目は昌平橋。
なお、それまで連雀町と呼ばれる町人地がここにあったが、住民は郊外（現在の三鷹市下連雀付近）に移され、その後新田開拓にあたっている。

火除地（ひよけち）とは、江戸幕府が明暦3年（1657年）の明暦の大火をきっかけに江戸に設置した防火用の空地。広義では、同様の趣旨を持った街路である広小路なども含まれる。このため、狭義の火除地を火除明地（ひよけあきち）と呼んで区別する場合もある。

## 概要
江戸の急速な発展により火災の危険が増大したとして、その延焼防止のために火除地を作る構想は早くから存在したとされているが、実際に実行されたのは明暦の大火 (1657年)による甚大な被害の後であった。同大火後に焼け跡5ヶ所を火除地に充てた他、以後も主として江戸城への類焼を防止する観点から江戸城の北西側を中心に少しずつ増やされて享保年間には13ヶ所にも増大された。
ただし、火除地は単なる空地だったわけではなく、火除地の機能を損なわない範囲内で公私に利用を許すこともあった。このため、幕府の薬園や馬場、小規模な露店並びが設置されている例も存在した。

## 過去に火除地が存在した場所
江戸城への延焼と町人地内での大火への進展抑制を目的として配置されたと考えられ明暦の大火後は、
1. 外堀と隅田川の隣接に配置（溜池 - 外堀 - 神田川 - 隅田川の水面と土手）
  - 白銀町、水戸邸前広小路、湯島広小路、御茶水広小路、筋違橋火除地、両国広小路、尾張邸裏広小路
2. 江戸城の北西方向に配置
  - 田安門外火除地、代官町明地
3. 町人地の中心部に配置
  - 中橋広小路、長崎町広小路、大工町広小路、四日市広小路、四日市防火堤

が該当する。

## 発達と変容
元禄期頃（17世紀末）までは火除機能の専用空間であった火除地は、元禄から享保期（18世紀前半）にかけて、防火体制の整備や都市共同体の成熟により、防火よりレクリエーションのための広場としての性格が強くなり、時代が下るとともに歓楽地として進展していった。それがあまりに過熱したため、延享年間（1740年代）には、一部を除き、娯楽利用が禁止され、火除機能純化策がとられた。遊興地としての利用が引き続き許された両国橋付近は宝暦年間（1750年代）には空前の盛況となった（両国広小路の項参照）。明和・安永期頃（18世紀後半）より、各地で火除地での娯楽施設の設置申請が相次ぎ、禁止されていた地域でも再びレクリエーションの場として発達していった。
また8代将軍の徳川吉宗の時代には、江戸への人口集中が進み、火除地の新設は困難となり防火建築の奨励が防火対策の中心となった。
幕末には、幕府の弱体化、市街地の高度利用の必要性の高まり、経済的能力の不足などの理由で、火除地や防火建築が減少した状態で明治維新を迎えた。

## 関連文献
- 北原糸子, 松浦律子, 木村玲欧編『日本歴史災害事典』吉川弘文館、2012　ISBN　978-4-642-01468-7
- 高橋康夫 [ほか]編『図集日本都市史』東京大学出版会、1993　ISBN　4-13-026052-9
- 伊藤好一『江戸の町かど』平凡社、1987　ISBN　4-582-47420-9
- 岩本馨『明暦の大火 : 「都市改造」という神話』歴史文化ライブラリー、吉川弘文館、2021　ISBN　978-4-642-05932-9
- 安藤優一郎『江戸の不動産』文春新書、文藝春秋、2019　ISBN　978-4-16-661210-9
- 千葉正樹『江戸の広場と公共性：火除地と絵図の社会＝空間』、吉川弘文館、2025　ISBN　9784642043755